# 大橋恵里子
大橋 恵里子（おおはし えりこ、1959年6月25日 - ）は、岡山県玉島市（現・倉敷市）出身の元アイドル歌手、女優。愛称はフランスのファッション雑誌から「エル（ELLE）」。所属していた事務所は「NPプロ」。

## 来歴・人物
二人姉妹の長女。小学生の頃はフットベースボール、中学生・高校生時代はテニス、バドミントンの選手だった。また中学3年間はブラスバンド部にも所属し、クラリネット担当。ブラスバンド部にいた頃の部は3年連続で金賞を受賞していた。高校2年生の時に地元の山陽放送ラジオで半年間パーソナリティとして出演したことがある。
日本テレビのオーディション番組『スター誕生!』出身。高校3年生の時に同番組に出場して岩崎宏美の『熱帯魚』を歌い、合格を勝ち取る。ただ本人は、スター誕生には自分で応募はがきを出したことは無いと言い、「友達の誰かがやった（はがきを出した）と思うがいまだに誰なのかわからない」と話していたことがある。玉島高校卒業後上京し、1978年6月1日に日本コロムビアからシングル「経験シーズン／アイスコーヒー」で歌手デビュー。1980年10月から1982年10月まで『笑ってる場合ですよ!』にレギュラー出演し、劇団東京乾電池とコントを演じた。その後、脚本家長谷川康夫と結婚し引退。
キャッチコピーは「サンシャイン・ガール」。身長152cm（1979年当時）。

## ディスコグラフィ
- 全て日本コロムビアからリリース。

### シングル
| # | 発売日         | A/B面 | タイトル                       | 作詞       | 作曲       | 編曲       | 規格品番 |
| - | -------------- | ----- | ------------------------------ | ---------- | ---------- | ---------- | -------- |
| 1 | 1978年 6月1日  | A面   | 経験シーズン                   | 山上路夫   | 森田公一   | 若草恵     | PK-108   |
| 1 | 1978年 6月1日  | B面   | アイスコーヒー                 | 山上路夫   | 森田公一   | 若草恵     | PK-108   |
| 2 | 1978年 9月1日  | A面   | 恋に大接近                     | 竜真知子   | 馬飼野康二 | 馬飼野康二 | PK-121   |
| 2 | 1978年 9月1日  | B面   | センチメンタル・ボーイ         | 三浦徳子   | 森雪之丞   | 小六禮次郎 | PK-121   |
| 3 | 1979年 3月1日  | A面   | ハロー!恋人時代                | 竜真知子   | 馬飼野康二 | 馬飼野康二 | PK-143   |
| 3 | 1979年 3月1日  | B面   | 女っぽいでしょう               | 岡田冨美子 | 佐藤寛     | 馬飼野俊一 | PK-143   |
| 4 | 1979年 6月1日  | A面   | サンシャイン・ラブ             | 竜真知子   | 馬飼野康二 | 馬飼野康二 | PK-154   |
| 4 | 1979年 6月1日  | B面   | オー・サマー・ボーイ           | 竜真知子   | 馬飼野康二 | 馬飼野康二 | PK-154   |
| 5 | 1979年 11月1日 | A面   | だれですか                     | 藤公之介   | 馬飼野康二 | 馬飼野康二 | PK-176   |
| 5 | 1979年 11月1日 | B面   | ピーターパンのカセット・テープ | 藤公之介   | 馬飼野康二 | 馬飼野康二 | PK-176   |
| 6 | 1980年 3月1日  | A面   | 渚 FRIDAY NIGHT                | 伊藤薫     | 伊藤薫     | 川上了     | PK-190   |
| 6 | 1980年 3月1日  | B面   | 蜃気楼                         | 伊藤薫     | 伊藤薫     | 川上了     | PK-190   |
| 7 | 1980年 9月1日  | A面   | かなしみ半分                   | 戸塚省三   | 戸塚省三   | 大村雅朗   | AK-706   |
| 7 | 1980年 9月1日  | B面   | 恋のモンタージュ写真           | 戸塚省三   | 伊藤薫     | 大村雅朗   | AK-706   |
| 8 | 1982年 3月21日 | A面   | 夢で逢えたら                   | 大瀧詠一   | 大瀧詠一   | 鈴木茂     | AH-186   |
| 8 | 1982年 3月21日 | B面   | Black Rain                     | 来座美エリ | 戸塚省三   | 鈴木茂     | AH-186   |

### アルバム

#### ベスト・アルバム
1. 大橋恵里子 ゴールデン☆ベスト（2011年5月18日／COCP-36762）

## 主な出演

### バラエティ番組
- ミラクルTV大出動（TBS、1979年 - 1980年）
- 大正週間漫画 ゲラゲラ45（テレビ朝日）- レギュラー[3]
- 笑ってる場合ですよ!（フジテレビ、1980年 - 1981年）レギュラー
- たのきん全力投球!（TBS、1980年 - 1981年）レギュラー
- なぜなぜダイヤル!?（日本テレビ、1981年）サブ司会
- サムシングNOW（TBS、1982年）

### テレビドラマ
- 意地悪ばあさん 第23話「押し売りおことわりの巻」（フジテレビ、1982年） - エリカ 役
- 野々村病院物語II（TBS、1982年 - 1983年） - 日暮里子 役
- 勝手に!カミタマン（フジテレビ、1985年） - 根本裕子（ママ） 役
- 泣いてたまるか 第2話「目の上のたんこぶ」（TBS、1986年10月28日）

### ラジオ
- 笑福亭鶴光のオールナイトニッポン（ニッポン放送、1979年 - 1980年）アシスタント
- ベンガル・エルの夜のおふれあい（ニッポン放送、1980年 - 1981年）
- 鬼さんとエルのナウナウ歌謡曲（TBSラジオ、1980年 - 1982年）

### 映画
- お葬式（1984年、監督：伊丹十三）

### CM
- エースコック（いか焼きそば、力うどん、もちもちラーメン）

### コンサート
- ファーストコンサート（1980年4月3日、ヤクルトホール）